# Литър
Литърът (означение l или L, неофициално – ℓ, л) е единица за обем, определена на основата на единиците от SI и равна на 0,001 m3 или един кубичен дециметър (dm3). Литърът е извънсистемна единица, но (подобно на единиците час и денонощие) може да се използва съвместно с единиците от SI. Стандартната единица за обем в SI е кубичният метър – m³ (1 m³ е равен на 1000 литра). Употребата на единицата литър се допуска в България съгласно Наредбата за единиците за измерване. Официалното ѝ SI означение е малко „l“ или главно „L“. Главното „L“ се ползва при опасност малката латинска буква „l“ да се сбърка с „1“ (единица), „I“ (главно „i“) или „|“ (отвесен разделител); понякога за тази цел се използва ръкописната буква „ℓ“, но тя няма официален статут. Използването на буквата „л“ в България също е неофициално, тъй като не се допуска от Наредбата за единиците за измерване.
Произходът на думата е от гръцки – λίτρα (lítra), което по-късно преминава в старофренски (на френски: litron) и означава стара мярка за обем, равна на 0,831018 от съвременния литър.

## История
Понятието литър е въведено във Франция през 1795 г. като една от новите републикански единици за измерване и е определен като един кубичен дециметър. Оригиналният литър всъщност е 1,000974 от днешния dm3. През 1879 г. Международният комитет по мерки и теглилки приема за символ на литъра малката буква „l“. През 1901 г., на 3-тата Генерална конференция по мерки и теглилки, литърът е предефиниран като пространството, заемано от 1 килограм чиста вода при температура на максималната ѝ плътност (3,98 °С) и при налягане от 1 стандартна атмосфера (760 mmHg). Това прави литъра равен на около 1,000 028 dm3.
През 1964 г. на 12-ата Генерална конференция по мерки и теглилки е върнато първоначалното определение, като литърът отново е определен по отношение на метъра като равен точно на 1 dm3.
През 1979 г. на 16-ата Генерална конференция по мерки и теглилки символът „L“ (главна буква L) е приет като алтернативен символ на изписване. Има предпочитания да се запази само един от тези символи, но през 1990 година е решено, че все още е рано за това.
Един литър вода има маса почти точно един килограм, измерен при нейната максимална плътност, която е около 4 °С. По същия начин: 1 милилитър вода е с маса около 1 грам; 1000 литра вода е около 1000 килограма.
Днес е известно, че плътността зависи и от изотопните съотношения на кислородните и водородни атоми в дадена проба вода. Съвременните измервания по Виенския стандарт, което е чиста дестилирана вода с изотопен състав, представител на средната им стойност в океаните по света, показват, че тя е с плътност 0,999975 ±0,000001 kg/L в точките си на максимална плътност (3,984 °C) при една стандартна атмосфера налягане (760 mmHg).

## Практическа употреба
При готварските мерки и теглилки една чаена чаша е около 250 ml, една чаена лъжичка е около 5 ml, и една супена лъжица е около 15 ml. В някои страни това са официални дефиниции за тези мерки.
Един литър е обемът на куб със страни 10 cm, което е малко по-малко от куб със страни 4 инча (или една трета от фута). Един кубичен фут съдържа точно 27 от тези кубчета (с четири инча на всяка страна), което прави един кубичен фут приблизително равен на 27 литра. Един кубичен фут е с точен обем от 28,316846592 литра, което е в рамките на 5 % грешка от 27-литровото приближение.
Един литър вода може да се счита за един килограм вода. Това е почти точно (0,999975 килограма) при температура 4 °C. При 25 °C един литър вода е 0,997 килограма.
В говоримия английски език съкращението за милилитър често се произнася като „мил“.
Съкращението за кубичен сантиметър cc, равно на един милилитър, е единица за измерване в CGS, която е предшествана от MKS, по-късно еволюирала в SI. Съкращението все още често се използва в много области, включително за медицински дози и оразмеряване за малките двигатели с вътрешно горене като тези, използвани в мотоциклети.
В европейските страни, в които метричната система съществува много преди приемането на SI стандарта, все още има прехвърляне на единици от други системи като CGS и MKS. В SI използването на представки за степени на 1000 е удобно и всички други кратни се пренебрегват. Въпреки това в страни, където тези други кратни са вече установени, тяхната употреба се среща често. В частност използването на санти- (10−2 ), деци- (10−1 ), дека- (101 ) и хекто- (102 ) представките все още е често срещано. Например в много европейски страни, хектолитър е типичната единица за производство и обема на износ на напитки (мляко, бира, безалкохолни напитки, вино и други) и за измерване на размера на улова и квотите за рибарски лодки; децилитрите са често срещани в Швейцария и Скандинавия и понякога се използват и в готварските книги; сантилитрите показват капацитета на чаши или на малки бутилки. В Холандия и Белгия стандартните бирени чаши са известни като 25 cL или 33 cL. Бутилката може да бъде 75 cL или половин размер 37,5 cL за традиционните напитки и 70 cL за вина и спиртни напитки. Консервите са 25 cL, 33 cL и 50 cL известен още като 0,5 L. Семейният размер бутилки за безалкохолни напитки или вода за пиене са в размери (0,5 L, 1 L, 1,5 L, 2 L), както и бурета бира (50 L или половин размер 25 L). Тези единици се използват най-често и за всички други съдове от домакинството от кофи до вани, както и за течно гориво за отопление или за превозните средства.
Например в Канада, където метричната система вече е в употреба, напитките имат етикети почти изключително с използване на литри и милилитри. Хектолитри понякога се появяват в промишлеността, както сантилитри и децилитри, макар и по-рядко. За по-големи обеми обикновено се използва обем в кубични метри или хиляди или милиони кубични метра. Подобна е ситуацията и в Австралия, където за измерване на консумацията на вода, вместимост на резервоарите и на водните басейни обикновено се използват килолитри, мегалитри и гигалитри.
За по-големи обеми течности, като месечно или годишното потребление на вода от чешми, обеми на резервоари или плувни басейни, обикновено се използва кубичен метър. Дебитът се измерва в литри за единица време (секунда, минута, час и др.)

## Кратни единици
За кратните и подразделенията на литъра се прилагат общите правила за представките на единиците от SI. Някои по-често използвани в практиката наименования са:
- hl – хектолитър, равен на 100 литра;
- cl – сантилитър, 1/100 от литъра;
- ml – милилитър, 1/1000 от литъра;

| Стойност | Име        | Символ | Символ | Еквивалентен обем | Еквивалентен обем             |         | Стойност   | Име | Символ | Символ  | Еквивалентен обем              | Еквивалентен обем |
| 100 L    | литър      | l (ℓ)  | L      | dm3               | кубичен дециметър             |         |            |     |        |         |                                |                   |
| 101 L    | декалитър  | dal    | daL    | 101 dm3           | десет кубични дециметра       | 10−1 L  | децилитър  | dl  | dL     | 102 cm3 | сто кубични сантиметра         |                   |
| 102 L    | хектолитър | hl     | hL     | 102 dm3           | сто кубични дециметра         | 10−2 L  | сантилитър | cl  | cL     | 101 cm3 | десет кубични сантиметра       |                   |
| 103 L    | килолитър  | kl     | kL     | m3                | кубичен метър                 | 10−3 L  | милилитър  | ml  | mL     | cm3     | кубичен сантиметър             |                   |
| 106 L    | мегалитър  | Ml     | ML     | dam3              | кубичен декаметър             | 10−6 L  | микролитър | µl  | µL     | mm3     | кубичен милиметър              |                   |
| 109 L    | гигалитър  | Gl     | GL     | hm3               | кубичен хектометър            | 10−9 L  | нанолитър  | nl  | nL     | 106 µm3 | един милион кубични микрометра |                   |
| 1012 L   | тералитър  | Tl     | TL     | km3               | кубичен километър             | 10−12 L | пиколитър  | pl  | pL     | 103 µm3 | хиляда кубични микрометра      |                   |
| 1015 L   | петалитър  | Pl     | PL     | 103 km3           | хиляда кубични километра      | 10−15 L | фемтолитър | fl  | fL     | µm3     | кубичен микрометър             |                   |
| 1018 L   | ексалитър  | El     | EL     | 106 km3           | един милион кубични километра | 10−18 L | атолитър   | al  | aL     | 106 nm3 | един милион кубични нанометра  |                   |
| 1021 L   | сеталитър  | Zl     | ZL     | Mm3               | кубичен мегаметър             | 10−21 L | септолитър | zl  | zL     | 103 nm3 | хиляда кубични нанометра       |                   |
| 1024 L   | йоталитър  | Yl     | YL     | 103 Mm3           | хиляда кубични мегаметра      | 10−24 L | йоктолитър | yl  | yL     | nm3     | кубичен нанометър              |                   |

### Еквивалентност в други системи единици
| Метрична единица | Приблизителна стойност | Неметрични единици | Система  | Неметрични единици | Еквивалентни метрични единици |
| 1 L              | ≈ 0,87987699           | кварта             | Имперска | 1 кварта           | ≡ 1,1365225 L                 |
| 1 L              | ≈ 1,056688             | течна кварта       | САЩ      | 1 течна кварта     | ≡ 0,946352946 L               |
| 1 L              | ≈ 1,75975326           | пинта              | Имперска | 1 пинта            | ≡ 0,56826125 L                |
| 1 L              | ≈ 2,11337641           | течна пинта        | САЩ      | 1 течна пинта      | ≡ 0,473176473 L               |
| 1 L              | ≈ 0,2641720523         | течен галон        | САЩ      | 1 течен галон      | ≡ 3,785411784 L               |
| 1 L              | ≈ 0,21997              | галон              | Имперска | 1 галон            | ≡ 4,54609 L                   |
| 1 L              | ≈ 0,0353146667         | кубичен фут        |          | 1 кубичен фут      | ≡ 28,316846592 L              |
| 1 L              | ≈ 61,0237441           | кубичен инч        |          | 1 кубичен инч      | ≡ 0,016387064 L               |
| 1 L              | ≈ 33,8140              | течна унция        | САЩ      | 1 течна унция      | ≡ 29,5735295625 mL            |
| 1 L              | ≈ 35,1950              | течна унция        | Имперска | 1 течна унция      | ≡ 28,4130625 mL               |